# تكاثف الزجاج الملون
تكاثف الزجاج الملون هو شكل من المادة يوجد نظريًّا في نوى الذرات التي تتحرّك بسرعة تقترب من سرعة الضوء. بحسب نظرية النسبية لأينشتاين، فإن النوى عالية الطاقة تبدو متقلّصة الطول أو مضغوطة على طول اتجاه حركتها.
بالنتيجة، تظهر جزيئات الغلوون داخل النِّوى بالنسبة لمراقب ثابت -الغلوون هو جسيم أولي دون ذري وغير مستقر مسؤول عن القوة النووية للذرة وهو يُحافظ على سلامة النواة- بوصفها جدارًا من الغلوون يتحرك بسرعة تقترب من سرعة الضوء. وفي حالات الطاقة المرتفعة، تزداد كثافة الغلوون في الجدار بشكل كبير. بخلاف بلازما غلوون-كوارك -طورٌ في الديناميكا اللونية الكمية يُفترض وجوده في درجة حرارة وكثافة مرتفعين للغاية.
ويتألف هذا الطور من الكواركات والغلوونات، وهما من اللبنات الأساسية للمادة- التي تُنتَج من اصطدام مثل هذه الجدران، فإنّ تكاثف الزجاج يصف تركيب هذه الجدران بحد ذاتها، وهو خاصّة جوهرية للجزيئات التي يمكن أن تُراقَب تحت ظروف طاقة عالية كتلك الموجودة في ما يسمّى المُصادم الأيوني النسبي الثقيل أو اختصارًا RHIC وفي المُصادِم ذي الجزيئات شديدة التفاعل.
تشير كلمة لون الموجودة في اسم الزجاج المتكاثف الملوّن إلى نوع من الشحنة التي تحملها الكواركات والغلوونات كنتيجة للقوة الذّريّة الكبيرة. وكلمة زجاج مُستعارة من فصل السيليكون والمواد المختلطة التي تؤدي عمل المواد الصلبة على المدى الزمني القصير والمواد السائلة على المدى الزمني الطويل.
في جدران الغلوون، تكون الغلوونات نفسها مختلطة ولا تغيّر موقعها بسرعة بسبب التأخير الزمني. وكلمة التكاثف تعني أن الغليونات تتمتع بكثافة عالية. يُعتبر تكاثف الزجاج الملون مهمًا لأنه يُّعد شكلًا كونيًا من المادة يصف خصائص جميع الجزيئات عالية الطاقة وشديدة التفاعل. ويملك خصائص بسيطة ناتجة عن المبادئ الأوليّة في نظرية التفاعلات القوية، نظرية QCD في الفيزياء الكمّية. ولتكاثف الزجاج الملون إمكانيّة تفسير العديد من المسائل غير المحلولة مثل كيف تُنتَج الجزيئات في التصادمات عالية الطاقة، وتوزُع المادة داخل الجزيئات.
يعتقد الباحثون في مركز CERN -وهو أضخم مختبر في العالم في فيزياء الجسيمات- أنّهم ابتكروا تكاثف الزجاج الملون أثناء تصادمات للبروتونات مع أيونات الرصاص. في هذه الأنواع من التصادمات، تكون المُخرجَات النموذجية جزيئات جديدة تتحرك في جميع الاتجاهات.
ولكن فريق CMS -وهو الفريق المسؤول عن الملف اللولبي المدمج لجزيء الميون (Muon) في المُصادِم ذي الجزيئات شديدة التفاعل- وجدَ في عيّنة مكونة من مليوني عملية تصادم للبروتون أن بضعة أزواج من الجزيئات طارت متباعدة عن بعضها مع الالتزام باتجاهاتها الخاصة بها. هذا الارتباط بالاتجاهات هو الخاصية التي يمكن أن يكون سببها وجود الزجاج المتكاثف الملوّن أثناء اصطدام الجزيئات.